# Junko Mizuno

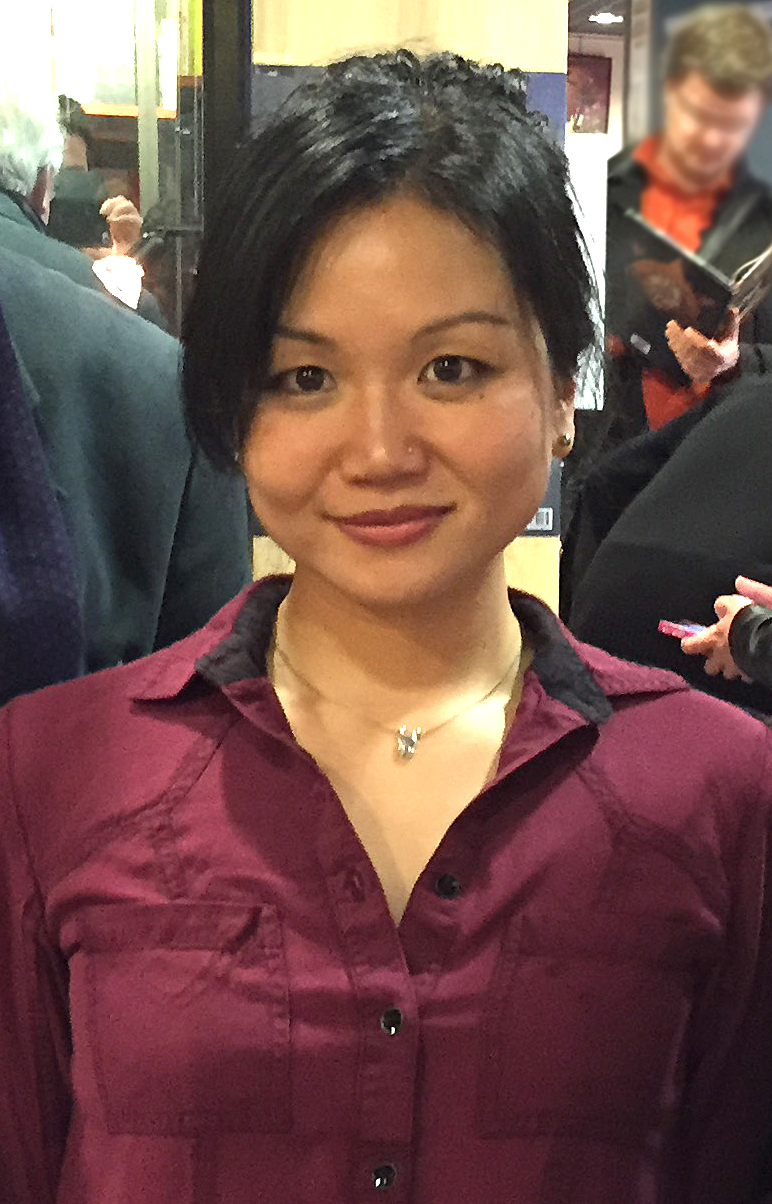
Junko Mizuno en París, 2014

Junko Mizuno (水野純子, Mizuno Junko) es una ilustradora japonesa nacida el 27 de mayo de 1973. 
En 1996 creó un folleto llamado MINA animal DX. Desde entonces, ha llamado la atención por su particular estilo gráfico, que mezcla la dulzura e inocencia infantil con la sangre y el terror (estilo llamado por muchos kawaii noir). Además de sus comics, publicados en algunas ocasiones en colores, diseña camisetas, calendarios, tarjetas y otros productos comercializables. Es bastante conocida en Estados Unidos, gracias a Viz Comics, y en menor medida, en Europa.

## Obras
- Pure Trance (1998)
- Hansel and Gretel (2000)
- Cinderella-chan (2000)
- Hell Babies (2000)
- Ningyōhime-den (2002)
- Fireworks (2003, recopilación)